# Vendœuvres
Vendœuvres település Franciaországban, Indre megyében. Lakosainak száma 1094 fő (2022. január 1.). Vendœuvres Buzançais, La Chapelle-Orthemale, Méobecq, Mézières-en-Brenne, Migné, Neuillay-les-Bois és Sainte-Gemme községekkel határos.

## Népesség
A település népessége az elmúlt években az alábbi módon változott:
| Lakosok száma | 1183 | 1022 | 1042 | 1088 | 1151 | 1098 | 1064 | 1052 | 1066 | 1094 |
|               | 1968 | 1982 | 1990 | 2006 | 2013 | 2015 | 2017 | 2019 | 2020 | 2022 |